# Francisco Sanz de Santamaría
Francisco Javier Sanz de Santamaría y Gómez de Salazar (1722-?) fue un abogado de la Real Audiencia de Santafé que fue alcalde de Santafé en 1762 durante el virreinato de la Nueva Granada.Fue nombrado Capitán de Santa Fe durante la insurrección de los comuneros.
Nació en Santafé, fueron sus padres Nicolás Sanz de Santamaria Angulo y Rodríguez Galeano que fue alcalde ordinario y regidor de Santafe, Corregidor de Duitama, Cáqueza y Bogotá y de Maria Josefa Gómez de Salazar y Olarte. Fue padre del prócer colombiano José Sanz de Santamaría y de la intelectual Manuela Sanz de Santamaría.